# گاه‌شمار تاریخ ژاپن
گاهشماری رویدادهای تاریخی ژاپن در این نوشتار آمده است.

## پارینه سنگی
| سال                | تاریخ | رویداد |
| ------------------ | ----- | --- |
| ۱۴۰۰۰ قبل از میلاد |       | اولین مهاجران وارد مجمع الجزایر ژاپن شدند که جومون نامیده می‌شود. آنها جمعیت شکارچی-گردآورنده متنوع و کشاورزی اولیه داشتند. |

## قرن سوم قبل از میلاد
| سال              | تاریخ | رویداد |
| ---------------- | ----- | --- |
| ۳۰۰ قبل از میلاد |       | مهاجرت دسته جمعی از قاره آسیا به مجمع الجزایر ژاپن در دوره یایویی آغاز شد. ژاپن از یک شکارچی-گردآورنده به یک جامعه کشاورزی مستقر تبدیل شد. مخلوطی بین مهاجران یایویی و جمعیت بومی و بین تأثیرات فرهنگی جدید و شیوه‌های موجود وجود داشت. |

## قرن یکم
| سال       | تاریخ | رویداد |
| --------- | ----- | --- |
| ۵۷ میلادی |       | پادشاه ایالت ناکوکو (ایالت‌های ژاپن در شمال کیوشو که با هم ائتلاف کرده بودند) فرستاده‌ای نزد امپراتور گوانگ‌وو هان از دودمان هان فرستاد و مهر طلای پادشاه نا را از او دریافت کرد. |

## قرن دوم
| سال        | تاریخ | رویداد |
| ---------- | ----- | --- |
| ۱۸۰ میلادی |       | جنگ داخلی وا به پایان می‌رسد و ملکه شمن هیمیکو را در قبیله یاماتای در جایی در کیوشوی شمالی یا هونشو مرکزی به قدرت می‌رساند. |

## قرن سوم
| سال | تاریخ | رویداد |
| --- | ----- | --- |
| ۲۰۱ |       | زیارتگاه ناگاتا، زیارتگاه هیروتا و زیارتگاه ایکوتا، قدیمی‌ترین معابد بازمانده شینتو در ژاپن، توسط امپراتریس جینگو افسانه‌ای تأسیس شدند.                                                                         |
| ۲۳۸ |       | اولین سفارت هیمیکو در کائو وی |
| ۲۴۸ |       | ملکه شمن‌باوری هیمیکو، می‌میرد و تویو (ملکه) پس از یک جنگ داخلی کوتاه در ۱۳ سالگی جانشین او می‌شود. برخی از شورشیان، با ترجیح دادن جانشین مرد، از یاماتای گریختند و دربار کوه میوا را در استان نارا تأسیس کردند. |
| ۲۵۰ |       | دوره کوفون و دوره یاماتو شروع می‌شود. تاریخ سنتی برای نشان دادن تأسیس دوره یاماتو موجودیت در استان نارا مرتبط با سلسله پادشاهان امپراتور سوجین.                                                                |
| ۲۶۶ |       | تویو (ملکه) سفیر به امپراتور وو جین می‌فرستد. |
| ۲۸۳ |       | خاندان هاتا به رهبری یوزوکی نو کیمی در ژاپن مستقر می‌شود و نوغان‌داری (کشاورزی ابریشم) را معرفی می‌کند. |

## قرن چهارم
| سال | رویداد |
| --- | --- |
| ۳۵۰ | خاندان یاماتو با اتحاد با خاندان‌های اشرافی دیگر توانست قسمت بزرگی از سرزمین‌های ژاپن کنونی متحد ساخته و پادشاهی یاماتو را به وجود بیاورد. |

## قرن ششم
| سال | رویداد                                                              |
| --- | ------------------------------------------------------------------- |
| ۵۳۸ | گسترش دین بودایی در ژاپن.                                           |
| ۵۵۲ | سئونگ از بکجه به امپراتور کین‌می دین بودا را معرفی می‌کند.            |
| ۵۸۷ | خاندان سوگا در جنگ قدرت خاندان مونونوبه را شکست دادند.              |
| ۵۹۳ | شاهزاده شوتوکو تایشی به عنوان نایب‌السلطنه امپراتریس سویکو منصوب شد. |

## قرن هفتم
| سال | رویداد |
| --- | --- |
| ۶۰۴ | قانون اساسی هفده ماده‌ای توسط شوتوکو تایشی تدوین شد.                                                                             |
| ۶۰۷ | اولین هیئت‌های اعزامی ژاپنی به سوی چین تحت فرماندهی اونو نو ایموکو به چین فرستاده شد.                                            |
| ۶۰۷ | هوریوجی توسط شوتوکو تایشی ساخته شد.                                                                                             |
| ۶۳۰ | اعزام اولین هیئت‌های اعزامی ژاپنی به تانگ چین                                                                                    |
| ۶۴۵ | دوره آسوکا با شکستن قدرت خاندان سوگا در حادثه ایشی و تبدیل شدن خاندان ناکاتومی به قدرت غالب به پایان می‌رسد.                     |
| ۶۴۵ | تدوین اصلاحات تایکا |
| ۶۶۰ | ژاپنی‌ها به فرماندهی آبه نو هیرافو مردم میشی‌هاسه را در هوکایدو قتل‌عام کردند. ژاپنی‌ها تا بیش از ۷۰۰ سال بعد به هوکایدو بازنگشتند. |
| ۶۶۸ | قانون اومی با شروع سیستم قانونی ریتسوریو تصویب شد.                                                                              |
| ۶۷۰ | اولین سرشماری نفوس |
| ۶۷۲ | درگیری جانشینی منجر به شورش جینشین می‌شود.                                                                                       |
| ۶۷۳ | با سلطنت امپراتور تنمو، ژاپن به یک امپراتوری تبدیل می‌شود.                                                                       |
| ۶۹۴ | پایتخت امپراتوری به فوجیوارا-کیو منتقل شد.                                                                                      |

## قرن هشتم
| سال | رویداد                                                                                |
| --- | ------------------------------------------------------------------------------------- |
| ۷۱۰ | امپراتریس گمه‌ای پایتخت را به هی‌جوکیو تغییر داد.                                       |
| ۷۱۲ | نگارش کوجیکی به پایان رسید.                                                           |
| ۷۱۳ | دستور به استان‌ها برای ثبت اسناد فرهنگی و جغرافیایی که با عنوان فودوکی شناخته می‌شوند.  |
| ۷۱۸ | فوجی‌وارا نو فوهیتو فرمان‌ها یورو را تألیف کرد.                                         |
| ۷۲۰ | نگارش نیهون‌شوکی به پایان رسید.                                                        |
| ۷۲۴ | امپراتور شومو به سلطنت رسید.                                                          |
| ۷۳۵ | گنبو و کیبی نو ماکیبی در بازگشت از سفر چین نوشته‌های بودایی را با خود به همراه آوردند. |
| ۷۴۱ | امپراتور شومو در تمام کشور نیایشگاه‌های استانی برپا کرد.                               |
| ۷۵۱ | گلچین اشعار کایفوسو تکمیل شد.                                                         |
| ۷۵۲ | ساخت بودای بزرگ در تودای‌جی به اتمام رسید.                                             |
| ۷۵۴ | سفر جیان‌ژن راهب از چین به ژاپن.                                                       |
| ۷۵۷ | فوجیوارا نو ناکامارو تلاش تاچیبانا نو نارامارو را برای تصاحب قدرت خنثی کرد.           |
| ۷۶۴ | دسیسهٔ فوجیوارا نو ناکامارو و امپراتور جون‌نین علیه امپراتریس کوکن به بار ننشست.        |
| ۷۸۱ | امپراتور کامو به سلطنت رسید.                                                          |
| ۷۸۴ | پایتخت به ناگائوکاکیو تغییر کرد.                                                      |
| ۷۸۸ | سایچوی راهب، ساخت نیایشگاه معبد انریاکو را به پایان برد.                              |
| ۷۹۴ | امپراتور کامو پایتخت را به هی‌آن-کیو تغییر داد.                                        |

## قرن نهم
| سال | رویداد |
| --- | --- |
| ۸۵۸ | فوجیوارا نو یوشی‌فوسا به عنوان نایب‌السلطنه انتخاب شد. وی اولین نایب السلطنه از سری نایب‌السلطنه‌های خاندان فوجیوارا بود. |

## قرن دهم
| سال | رویداد |
| --- | --- |
| ۹۳۹ | شورش تایرا نو ماساکادو انجام شد. این شورش یک درگیری کوتاه بود که در آن تایرا نو ماساکادو علیه دولت مرکزی شورش کرد. وی شکست خورد و در ۲۵ مارس ۹۴۰ میلادی سر بریده شد. |
| ۹۹۵ | همه‌گیری بی‌سابقه بیماری در پایتخت هی‌آن-کیو، باعث مرگ بسیاری از اشراف شد و زمینه درگیری‌های فرقه‌ای را به‌وجود آورد.                                                      |

## قرن یازدهم
| سال  | رویداد |
| ---- | --- |
|      | راه و رسم سامورایی یا بوشیدو ظاهر شد.                                                                                                 |
| ۱۰۱۰ | به‌طور تقریبی در این سال خانم موراساکی شیکیبو نوشتن قدیمی‌ترین کتاب داستان (داستان بلند دنیا) به نام گنجی مونوگاتاری را به پایان رساند. |
| ۱۰۱۷ | فوجیوارا میچی‌ناگا رئیس حکومت شد. |

## قرن دوازدهم
| سال  | رویداد |
| ---- | --- |
| ۱۱۵۶ | شورش هوگن نشان دهنده افزایش قدرت طبقه سامورایی به وقوع پیوست. |
| ۱۱۵۹ | شورش هیجی شکست خورد و خاندان تایرا به رهبری تایرا نو کیوموری حاکم و غالب بر دولت ژاپن شد - این اولین نمونه از حکومت یک سامورایی است. |
| ۱۱۶۷ | تایرا نو کیوموری (تایرا از خاندان کیوموری) به حکومت رسید. |
| ۱۱۷۵ | یک بودایی معروف فرقه‌ای به نام فرقه جودو را از دین بودا جدا کرد و به تبلیغ آن پرداخت. |
| ۱۱۷۷ | در حادثه شیشیگاتانی – یک شورش علیه خاندان تایرا قبل از اجرا خنثی شد. |
| ۱۱۸۰ | شروع نبرد فوجیگاوا، یک نبرد از سلسله نبردهای جنگ گنپی (۱۱۸۵–۱۱۸۰) بین خاندان تایرا و خاندان میناموتو |
| ۱۱۸۵ | کنترل کشور از دست خاندان امپراتوری خارج شد و دو خاندان با قدرت سامورایی میناموتو و تایرا دست به یکی از شدیدترین و معروفترین مبارزات دوران وسطای ژاپن زدند. این مبارزات از سال ۱۱۸۵ میلادی که پایان دوره هی‌آن است تا آغاز دوره کاماکورا که از سال ۱۱۹۲ شروع شد ادامه داشت. سرانجام خاندان میناموتو با شکست کامل خاندان تایرا در نبرد دان نو اورا به پیروزی نهایی رسید. |
| ۱۱۸۵ | میناموتو نو یوریتومو رهبر خاندان میناموتو اولین حکومت شوگونی یا شوگون‌سالاری نظامی را در کاماکورا بنیاد نهاد و دوران کاماکورا آغاز گشت. |
| ۱۱۸۹ | نبرد رود کورومو، خودکشی برادر کوچکتر شوگون، میناموتو نو یوشی‌تسونه در پایان نبرد |

## قرن سیزدهم
| سال  | رویداد |
| ---- | --- |
| ۱۲۱۹ | سومین شوگون از شوگون‌سالاری کاماکورا، بنام میناموتو نو سانه‌تومو به قتل رسید و با مرگ وی قدرت به خاندان هوجو یعنی خاندان مادر وی و همسر میناموتو نو یوریتومو انتقال یافت این خاندان حکومت شوگونی را تا سال ۱۳۳۳ میلادی در کاماکورا حفظ کردند. |
| ۱۲۲۱ | شورش جوکیو به علت تلاش خاندان امپراتور برای به دست آوردن استقلال از شوگون‌سالاری کاماکورا وقوع پیوست. امپراتور وقت بنام امپراتور جونتوکو به جزیره‌ای تبعید شد. دلیل تبعید اختلافی بود که امپراتور بازنشسته به نام امپراتور گو-توبا با خاندان هوجو پیدا شده بود. علاوه بر امپراتور وقت دو امپراتور قبلی به نام‌های امپراتور گو-توبا و امپراتور تسوچیمیکادو نیز تبعید شدند. |
| ۱۲۴۴ | نوشتن کتاب هیکه مونوگاتاری داستان خاندان تایرا به پایان رسید. |
| ۱۲۷۴ | اولین حمله مغول به ژاپن، جنگ بون‌ای بوقوع پیوست اما مغولان با مقاومت شدید جنگجویان ژاپنی مواجه شدند و نتوانستند به ژاپن نفوذ کنند. |
| ۱۲۸۱ | جنگ کوآن حملهٔ دوم مغول به ژاپن آغاز شد این بار توفان شدید به کمک جنگجویان ژاپنی شتافت و به مغولان خسارات بسیار سنگینی وارد کرد. |

## قرن چهاردهم
| سال  | رویداد |
| ---- | --- |
| ۱۳۳۳ | دوره کاماکورا پس از ۱۵۰ سال پایان یافت و خاندان قدرتمند آشیکاگا روی کار آمد. |
| ۱۳۳۴ | قدرت حاکمیت تا حد زیادی به امپراتور گودایگو برگشت. امپراتور اصلاحاتی به نام تجدید حیات کنمو را آغاز کرد. |
| ۱۳۳۶ | پس از شکست اصلاحات آشیکاگا تاکائوجی در کیوتو امپراتور جدیدی را بر تخت نشاند و امپراتور گودایگو به نارا گریخت. به این علت دو دربار شمالی و جنوبی در ژاپن به وجود آمد.                                                              |
| ۱۳۳۸ | آشیکاگا تاکائوجی به مقام شوگونی رسید و دومین حکومت شوگونی به نام شوگون‌سالاری آشیکاگا را بنیان نهاد و دوره موروماچی آغاز شد. به علت قدرتمند شدن این شخص که در واقع رقیبی برای امپراتور به‌شمار می‌آمد، جنگ‌های داخلی در ژاپن شروع شد. |
| ۱۳۹۲ | جنگ‌های داخلی و ناآرامی‌ها به پایان رسید و حکومت‌های محلی به حکومت مرکزی مقتدری مبدل شدند. |

## قرن پانزدهم
| سال  | رویداد |
| ---- | --- |
| ۱۴۰۴ | رابطه تجاری ژاپن با چین آغاز شد. از این دوره مراسم چای (چانویو) و گل‌آرایی ایکه‌بانا شروع شد.                  |
| ۱۴۱۶ | شورش اوئه‌سوگی زنشو رخ داد.                                                                                   |
| ۱۴۶۷ | در کیوتو شورش اونین روی داد که ۱۱ سال ادامه یافت و سبب تضعیف حکومت مرکزی و به وجود آمدن فرمانروایان محلی شد. |
| ۱۴۷۷ | خاندان اوئوچی کیوتو را ترک کردند. پایان شورش اونین                                                           |
| ۱۴۹۹ | آتش زدن کوه هیئی (۱۴۹۹) توسط هوسوکاوا ماساموتو                                                               |

## قرن شانزدهم
| سال  | رویداد |
| ---- | --- |
| ۱۵۴۳ | عده‌ای از اتباع کشور پرتقال به علت توفان وارد جزیرهٔ تانه‌گاشیما از جزیره‌های متعلق به استان کاگوشیما شدند و برای اولین بار تفنگ را به ژاپن آوردند.                                                           |
| ۱۵۴۹ | یک نفر از اتباع کشور اسپانیا به نام فرانسیسکو زاویر از طریق کیوشو (استان کاگوشیما)، دین مسیحیت را به ژاپن معرفی کرد.                                                                                      |
| ۱۵۶۰ | در نبرد اوکه‌هازاما، اودا نوبوناگا توانست بر ایماگاوا یوشیموتو پیروز شود. |
| ۱۵۶۲ | ۱۸ فوریه پیمان اتحادی به نام «اتحاد کیوسو» بین اودا نوبوناگا و ایه‌یاسو توکوگاوا در قلعه کیوسو به امضا رسید.                                                                                               |
| ۱۵۶۲ | ۸ مارس ایه‌یاسو توکوگاوا توانست در محاصره قلعه کامینوگو خانوادهٔ فرماندار قلعه را به گروگان بگیرد و به دنبال آن آن‌ها را با همسر و دو فرزند خود که در سونپو در دست خاندان ایماگاوا گروگان بودند، معاوضه کند. |
| ۱۵۸۲ | ۲۱ ژوئن اودا نوبوناگا در پی حادثه معبد هوننو و حملهٔ آکچی میتسوهیده به این معبد هاراکیری کرد. |
| ۱۵۸۷ | تویوتومی هیده‌یوشی قصر معروف جوراکودای را بنا نهاد و دستور داد که کلیهٔ اتباع خارجی که دین مسیحیت را تبلیغ می‌کنند از ژاپن اخراج شوند.                                                                       |
| ۱۵۹۲ | آغاز دوره اول از تهاجم هیده‌یوشی به کره (۱۵۹۸–۱۵۹۲) |
| ۱۵۹۷ | آغاز دوره دوم از تهاجم هیده‌یوشی به کره (۱۵۹۸–۱۵۹۲) |
| ۱۵۹۸ | مرگ تویوتومی هیده‌یوشی در قلعه فوشیمی |

## قرن هفدهم
| سال  | رویداد |
| ---- | --- |
| ۱۶۰۰ | پیروزی سپاه شرقی به رهبری توکوگاوا ایه‌یاسو در نبرد سکیگاهارا |
| ۱۶۰۳ | توکوگاوا ایه‌یاسو عنوان شوگون را از امپراتور گو-یوزی دریافت کرد. |
| ۱۶۰۵ | توکوگاوا ایه‌یاسو به نفع پسر سومش توکوگاوا هیده‌تادا از قدرت کناره‌گیری کرد. |
| ۱۶۱۳ | توکوگاوا ایه‌یاسو فرمان ممنوعیت مسیحیت را در سراسر ژاپن صادر کرد. |
| ۱۶۱۴ | محاصره اوساکا و پیروزی توکوگاوا ایه‌یاسو در برابر خاندان تویوتومی. |
| ۱۶۲۳ | توکوگاوا هیده‌تادا به نفع پسر بزرگ خود توکوگاوا ایه‌میتسو از قدرت کناره‌گیری کرد. |
| ۱۶۳۵ | فرمان ساکوکو (سیاست درهای بسته) در سال ۱۶۳۵ به منظور جلوگیری از خروج اتباع ژاپنی از کشور و ورود اروپایی‌ها صادر و کیفر سنگین برای گرویدن به مذهب کاتولیک معین شد. |
| ۱۶۳۵ | اعلام سیاست حضور نوبتی یا سانکین کوتای که بر اساس آن دایمیو‌ها مجبور بودند به نوبت در ادو اقامت کنند. |
| ۱۶۳۷ | آغاز شورش شیمابارا در مخالفت با دایمیو ماتسوکورا کاتسوایه به دلیل آزار مسیحیان و اخذ مالیات‌های گران. |
| ۱۶۳۸ | شکست آخرین نفرات بازمانده از شورش شیمابارا و سقوط قلعهٔ هارا در شیمابارا. |
| ۱۶۴۲ | بروز قحطی بزرگ دوران کانئی یا «کانئی‌نو دای‌کیکین» (به ژاپنی: 寛永の大飢饉) یکی از چهار قحطی بزرگ دوره ادو. |
| ۱۶۵۱ | مرگ توکوگاوا ایه‌میتسو و جانشینی پسر ده ساله‌اش توکوگاوا ایه‌تسونا. |
| ۱۶۵۱ | واقعهٔ کی‌آن: کودتای شکست‌خوردهٔ شماری رونین علیه شوگون‌سالاری توکوگاوا که توسط یوئی شوستسو و ماروباشی چویا طراحی شده بود. |
| ۱۶۵۷ | آتش‌سوزی بزرگ دوران مِه‌ای‌رِکی یا «مِه‌ای‌رِکی‌نو تای‌کا» (به ژاپنی: 明暦の大火). بیشتر از نیمی از شهر و قسمت‌هایی از قلعه ادو در اثر این آتش‌سوزی از بین رفت. تعداد کشته‌شدگان ۱۰۷٬۰۰۰ هزار نفر برآورد می‌شود. این آتش‌سوزی به عنوان یکی از سه آتش‌سوزی بزرگ جهان و بزرگ‌ترین آتش‌سوزی در تاریخ ژاپن شناخته می‌شود. |
| ۱۶۸۰ | مرگ توکوگاوا ایه‌تسونا و جانشینی برادر کوچک‌ترش توکوگاوا تسونایوشی. |
| ۱۶۸۲ | آتش‌سوزی بزرگ دوران تِن‌نا یا «تِن‌نانو تای‌کا» (به ژاپنی: 天和の大火). تعداد کشته‌شدگان ۳۵۰۰ نفر برآورد می‌شود. |
| ۱۶۹۸ | آتش‌سوزی (بزرگ) چوکوگاکو یا «چوکوگاکو کاجی» (به ژاپنی: 勅額火事). تعداد کشته‌شدگان بیش از ۳۰۰۰ نفر برآورد می‌شود. |

## قرن هیجدهم
| سال  | رویداد |
| ---- | --- |
| ۱۷۰۳ | وقوع زمین لرزه‌ای که بنام زمین‌لرزه بزرگ گنروکو (به ژاپنی: 元禄大地震) نامیده می‌شود. تعداد کشته‌شدگان بیش از ۲۳۰۰ نفر برآورد می‌شود.                                |
| ۱۷۰۴ | وقوع یکی از سه آتش‌سوزی‌های بزرگ گنروکو، این آتش‌سوزی بنام «آتش‌سوزی میتوساما» (به ژاپنی: 元禄大火) نامیده می‌شود.                                                   |
| ۱۷۰۷ | وقوع آتشفشانی که بنام هوایی دای‌فونکا (به ژاپنی: 宝永大噴火) نامیده می‌شود. در این سال کوه فوجی فوران کرد.                                                        |
| ۱۷۰۹ | شوگون پنجم توکوگاوا تسونایوشی درگذشت. به‌جای وی برادر زاده‌اش توکوگاوا ایه‌نوبو شوگون ششم شد.                                                                      |
| ۱۷۱۲ | توکوگاوا ایه‌نوبو درگذشت. به‌جای وی پسر پنج ساله‌اش، توکوگاوا ایه‌تسوگو، شوگون هفتم شد.                                                                             |
| ۱۷۱۴ | سیستم ارزی و قوانین تجاری اصلاح شد. |
| ۱۷۱۶ | توکوگاوا ایه‌تسوگو درگذشت و توکوگاوا یوشیمونه یکی از نوادگان توکوگاوا ایه‌یاسو، به‌جای وی شوگون هشتم شد.                                                           |
| ۱۷۳۲ | وقوع قحطی‌ای که بنام کئوهُو نُو دای‌کیکین (به ژاپنی: 享保の大飢饉) نامیده می‌شود. این قحطی تا یکسال ادامه داشت.                                                      |
| ۱۷۴۵ | توکوگاوا یوشیمونه از سمت خود بازنشسته شد و جای خود را به پسر بزرگش توکوگاوا ایه‌شیگه شوگون نهم داد. هر چند که پس از آن نیز نفوذ خود را در دولت حفظ کرد.          |
| ۱۷۶۰ | توکوگاوا ایه‌شیگه از سمت خود بازنشسته شد و به جای وی پسر بزرگش توکوگاوا ایه‌هارو شوگون دهم جایگزین شد.                                                            |
| ۱۷۷۲ | وقوع آتش‌سوزی بزرگی که بنام میوا نو تایکا (به ژاپنی: 明和の大火) نامیده می‌شود. تعداد کشته‌شدگان حدود ۱۴٬۷۰۰ نفر همچنین تعداد مفقود شدگان ۴۰۶۰ نفر برآورد شده است. |
| ۱۷۸۲ | وقوع قحطی‌ای که بنام تِن مِی نو دای‌کیکین (به ژاپنی: 天明の大飢饉) نامیده می‌شود. این قحطی یکی از چهار قحطی بزرگ دوره ادو است و ۵ سال ادامه داشته است.               |

## قرن نوزدهم
| سال  | روز | رویداد |
| ---- | --- | --- |
| ۱۸۰۶ | | وقوع آتش‌سوزی بزرگی که بونکا نُو تای‌کا (به ژاپنی: 文化の大火) نامیده می‌شود. تعداد کشته‌شدگان حدود ۱۲۰۰ نفر برآورد می‌شود. |
| ۱۸۰۸ | | یک کشتی انگلیسی در استان ناگاساکی لنگر انداخت و خواهان ارتباط تجاری با ژاپن شد. |
| ۱۸۲۵ | | طی دستوری بنام دستور دفع کشتی‌های خارجی دولت ژاپن دستور داد هر کشتی خارجی که به سواحل این کشور نزدیک شد هدف قرار گیرد. |
| ۱۸۳۳ | | وقوع قحطی تنپو. این قحطی به مدت ۴ سال ادامه داشت. |
| ۱۸۵۳ | ۸ ژوئیه | ناخدا متیو پری آمریکایی با چهار کشتی وارد خلیج توکیو شد و ژاپن را تحت فشار قرار داد تا بندرها خود را بر روی بازرگانان خارجی باز کند. |
| ۱۸۵۴ | ۱۶ ژانویه | ناخدا متیو پری آمریکایی برای بار دوم، با ۷ کشتی وارد بندر یوکوهاما شد. امضای عهدنامه کاناگاوا بین دو کشور آمریکا و ژاپن و پایان دوران ساکوکو یا سیاست درهای بسته بعد از حدود ۲ قرن. |
| ۱۸۵۴ | طبق قراردادی با کشور انگلستان بندرهای ناگاساکی و هاکوداته جهت استفاده در اختیار کشتی‌های این کشور قرار گرفت.        | |
| ۱۸۵۵ | | وقوع زلزله بزرگ آنسی |
| ۱۸۵۶ | | اولین سر کنسول آمریکا تاونسند هریس وارد بندر شیمودا در ژاپن شد. سر کنسول آمریکا تاونسند هریس قرارداد جدیدی را با ژاپن امضاء کرد که بر طبق آن بندرها بیشتری بر روی کشتی‌های آمریکایی گشوده شد و اتباع آمریکایی از محاکمه در دادگاه‌های ژاپن معاف شدند و همچنین در مورد حقوق گمرکی پیمانی بسته شد. در مورد شرایط واگذاری کشتی و سلاح و اعزام کارشناسان آمریکایی به ژاپن نیز توافق شد. |
| ۱۸۵۸ | | ژاپن با آمریکا، هلند، روسیه، انگلستان و فرانسه پیمان تجاری امضاء کرد. |
| ۱۸۶۲ | ۱۴ سپتامبر | در حادثه ناماموگی سامورایی‌ها به چند اتباع انگلیسی حمله کردند و در این حمله یک نفر از اتباع انگلیسی کشته شدند. |
| ۱۸۶۳ | ۱۷–۱۵ اوت | در بمباران کاگوشیما، نیروی دریایی پادشاهی بریتانیا در قلمروی ساتسوما از ساحل هدف قرار گرفته و چند کشتی در این حمله آتش گرفت. در تلافی این حمله شهر کاگوشیما هدف بمباران قرار گرفت. |
| ۱۸۶۷ | | یوشی‌نوبو توکوگاوا پانزدهمین سپهسالار کل حکومت شوگونی توکوگاوا به نفع امپراتور موتسوهیتو (امپراتور میجی) از قدرت کناره‌گیری کرد. |
| ۱۸۶۸ | ۲۷ ژانویه | نبرد توبا–فوشیمی اولین نبرد از سلسله نبردهای معروف به جنگ بوشین بین طرفداران حکومت شوگونی با طرفداران امپراتور درگرفت. |
| ۱۸۶۸ | ۱۰ ژوئن | نبرد آیزو یکی از نبردهای جنگ بوشین آغاز شد. |
| ۱۸۶۸ | ۲۱ ژوئن | نبرد هوکواتسو یکی از نبردهای جنگ بوشین آغاز شد. |
| ۱۸۶۸ | ۴ ژوئیه | نبرد اوئنو یکی از نبردهای جنگ بوشین آغاز شد. |
| ۱۸۶۸ | پس از سقوط ادو نیروهای طرفدار امپراتور کنترل ادو را در دست گرفتند. امپراتور میجی برای نخستین بار به توکیو وارد شد. | |
| ۱۸۶۸ | ۳ سپتامبر | به‌طور رسمی پایتخت از کیوتو به توکیو منتقل شد. |
| ۱۸۶۹ | | امپراتور میجی برای بار دوم به توکیو وارد شد و سکونت خود را در توکیو آغاز کرد. |
| ۱۸۶۹ | ۲۷ ژوئن | نبرد هاکوداته آخرین نبرد از نبردهای جنگ بوشین در هوکایدو پایان یافت. |
| ۱۸۷۲ | | استفاده از تقویم میلادی در ژاپن شروع شد. |
| ۱۸۷۵ | | بین دولت‌های ژاپن و روسیه قراردادی به امضاء رسید. بر اساس این قرارداد جزیرهٔ ساخالین به روسیه و جزایر چی‌شیما به ژاپن تعلق گرفت. تا این سال اتباع دو کشور به‌طور مشترک در جزیرهٔ ساخالین زندگی می‌کردند. |
| ۱۸۷۹ | | ژاپن جزیره اکیناوا را که مورد ادعای هر دو کشور چین و روسیه بود، ضمیمهٔ خاک خود کرد. |
| ۱۸۹۴ | | از سال ۱۸۹۴ تا ۱۸۹۵ ژاپن و چین در جنگ بودند که به شکست چین انجامید و ژاپن تایوان را از چین جدا کرده و تحت اشغال خود درآورد. تایوان تا سال ۱۹۴۵ همچنان در تصرف ژاپن بود. |
| ۱۸۹۵ | | طبق پیمانی به نام پیمان شیمونوسکی که بین چین و ژاپن به امضاء رسید، به کشور کره استقلال داده شد و تایوان و شبه جزیره لیائودونگ تحت تصرف ژاپن درآمد. |

## قرن بیستم
| سال            | روز                  | رویداد |
| -------------- | -------------------- | --- |
| ۱۹۰۲ ۱۲۸۰ شمسی |                      | ژاپن پیمان اتحاد ژاپن و بریتانیا، رقیب امپراتوری روسیه امضاء کرد. انگلستان در این پیمان، منافع ژاپن در کره را به رسمیت شناخت همچنین مقرر شد که در صورت جنگ بین روسیه و ژاپن، انگلستان بی‌طرف باقی بماند و در صورت یاری رساندن کشور دیگری به روسیه در هنگام جنگ، از جمله فرانسه، انگستان نیز به ژاپن در جنگ یاری برساند. در عوض ژاپن نیز حاضر به پذیرش تسلط انگستان بر دره یانگ‌تسه در چین شد.                                                |
| ۱۹۰۴           | ۸ فوریه              | شروع جنگ روسیه و ژاپن، حملهٔ غافلگیرانه نیروی دریایی ژاپن به امپراتوری روسیه در بندر پورت آرتور و وارد آوردن صدمات سنگین به قوای روسیه. این حمله سرآغاز جنگی بود که تقریباً ۲ سال بطول انجامید. |
| ۱۹۰۵           | ۵ سپتامبر            | پایان جنگ روسیه و ژاپن و امضاء پیمان پورتسموت، طبق این پیمان نیمهٔ جنوب ساخالین و پورت آرتور و نواحی مجاورش به ژاپن واگذار شد و کشور کره تحت‌الحمایه ژاپن شد و امپراتوری روسیه در دخالت در آنجا منع گردید. |
| ۱۹۱۰           |                      | ژاپن قسمتی از خاک کره را اشغال کرد و کره تا سال ۱۹۴۵ جزء خاک ژاپن باقی ماند. |
| ۱۹۱۲           | ۳۰ ژوئیه             | امپراتور میجی درگذشت و پسرش «یوشی‌هیتو» با نام امپراتور تایشو جانشین او شد. |
| ۱۹۱۴           |                      | ژاپن در جنگ جهانی اول وارد شد و طرفدار متفقین (انگلستان و آمریکا) و مخالف متحدین (آلمان و کشورهای متحد این کشور) بود. اما ژاپن نیرویی بطرف اروپا اعزام نکرد و تمام اقدامات نظامی اش را محدود به اقیانوس آرام و چین نمود. ژاپن توانست نیروهای آلمانی را در شبه‌جزیره شاندونگ در چین و جزایر اقیانوس آرام شکست دهد و جزایر ماریانا، جزایر کارولین و جزایر مارشال را به تصرف خود در بیاورد. متصرفات ژاپن در معاهدهٔ ورسای مورد تأیید قرار گرفت. |
| ۱۹۱۸           |                      | جنگ جهانی اول به پایان رسید. |
| ۱۹۲۱/۲۲        | ۱۲ نوامبر تا ۶ فوریه | کنفرانسی به دعوت آمریکا با شرکت ۷ کشور غربی و چین و ژاپن بنام کنفرانس نیروی دریایی واشینگتن برگزار شد. |
| ۱۹۲۳           |                      | زمین‌لرزه بزرگ کانتو به وقوع پیوست. |
| ۱۹۲۶           | ۲۵ دسامبر            | امپراتور تایشو درگذشت و امپراتور شووا (هیروهیتو) جانشین او شد. |
| ۱۹۳۰           |                      | سفارت ایران در توکیو گشایش یافت. گاهشمار روابط با ایران |
| ۱۹۳۱           | ۱۸ سپتامبر           | ژاپن قسمتی از خاک چین را اشغال کرد و یک دولت دست نشانده را بنام مانشو (مانچوکوئو) نامید. این دولت دست نشانده مرکب از سه ایالت شمال شرقی چین بود. به دنبال آن کشورهای جهان واکنش نشان داده و این اقدام ژاپن را تقبیح کردند. |
| ۱۹۳۳           |                      | جامعه ملل ژاپن را به سبب اشغال خاک چین محکوم کرد. ژاپن نیز از این سازمان کناره گرفت و به توسعهٔ ارضی خود ادامه داد. |
| ۱۹۳۴           | نوامبر               | وقوع کودتای نافرجامی که بنام حادثه آکادمی نظامی (حادثه آیزاوا) شهرت دارد. |
| ۱۹۳۶           | ۲۶ فوریه             | وقوع کودتای نافرجامی که بنام حادثه ۲۶ فوریه شهرت دارد. |
| ۱۹۳۷           | ۷ ژوئیه              | وقوع درگیری کوچکی که بنام حادثه پل مارکو پولو شهرت دارد. این حادثه سرآغاز جنگ سراسری بین ارتش ژاپن و چین بود. حملهٔ همه‌جانبهٔ ژاپن به جمهوری خلق چین (۱۹۴۹–۱۹۱۲) آغاز شد. |
| ۱۹۳۷           | ۱۳ دسامبر            | ارتش امپراتوری ژاپن نانجینگ پایتخت آنزمان چین را تصرف کرد. کشورهای آلمان و ایتالیا برخلاف دیگر کشورهای جهان حکومت دست نشاندهٔ ژاپن در منچوری را به رسمیت شناختند. پس از اشغال شهر کشتار نانجینگ اتفاق افتاد، این کشتار به مدت ۲ ماه ادامه داشت. |
| ۱۹۳۸           | ۲۹ ژوئیه             | آغازنبرد دریاچه غازان، نیروهای مسلح ژاپنی در مانشو، به نیروهای نظامی اتحاد جماهیر شوروی سوسیالیستی در دریاچه غازان حمله کردند. |
| ۱۹۳۸           | ۱۹۴۰                 | ژاپن با آلمان و ایتالیا علیه آمریکا سایر متفقین متحد شد. |
| ۳۱ اوت         | ۱۹۴۰                 | نبرد دریاچه غازان با شکست نیروهای ژاپنی به پایان رسید. |
| ۱۹۴۱           | ۱۳ آوریل             | امضای پیمان بی‌طرفی ژاپن و شوروی پس از جنگ‌های مرزی شوروی و ژاپن |
| ۱۹۴۱           | ۸/۷ دسامبر           | ژاپن پرل هاربر را بمباران کرد به دنبال آن ایالات متحده آمریکا و ژاپن به جنگ جهانی دوم وارد شدند. |
| ۱۹۴۲           | ۴ ژوئن               | در طی نبردی به نام نبرد میدوی، نیروی دریایی آمریکا توانست در اقیانوس آرام به سختی نیروی دریایی ژاپن را شکست دهد. |
| ۱۹۴۵           | ۱۰ مارس              | توکیو هدف بمباران با بمب‌های آتش‌زا توسط ۳۰۰ هواپیمای بوئینگ بی-۲۹ قرار گرفت. تعداد کشته‌شدگان این روز در حدود ۱۰۰٬۰۰۰ نفر تخمین زده می‌شود. به علت وزش باد بیشتر قسمت‌های شهر در آتش سوخت. |
| ۱۹۴۵           | ۶ اوت                | بمباران اتمی هیروشیما و ناگاساکی آغاز شد. |
| ۱۹۴۵           | ۹ اوت                | بمباران اتمی هیروشیما و ناگاساکی پایان یافت. |
| ۱۹۴۵           | ۱۵ اوت               | امپراتور هیروهیتو در یک نطق رادیویی، تسلیم بی‌قید و شرط ژاپن را به اطلاع مردم رساند. |
| ۱۹۴۶           |                      | امپراتور هیروهیتو برابری خود را با سایر انسان‌ها اعلام کرد و اظهار کرد که هیچ قدرت ماوراءالطبیعه‌ای ندارد و انسانی بیش نیست. |
| ۱۹۴۶           | ۳ می                 | دادگاه نظامی بین‌المللی برای خاور دور: آغاز محاکمهٔ رهبران ژاپنی برای جنایات جنگی. |
| ۱۹۴۷           |                      | قانون اساسی جدید به مرحلهٔ اجرا گذاشته شد و ملت ژاپن طبق این قانون متعهد شد که از صلح و نظام دمکراتیک پشتیبانی کند.bbc.com |
| ۱۹۴۷           |                      | ژاپن از سلطهٔ مستقیم ایالات متحده آمریکا خارج شد. |
| ۱۹۵۱           |                      | ژاپن در شهر سانفرانسیسکو قرارداد صلحی با ۴۸ کشور بست قرارداد سان فرانسیسکو همچنین پیمان دفاع آمریکا از ژاپن در مواقع اضطراری به امضاء رسید. |
| ۱۹۵۶           |                      | ژاپن به عضویت جامعه ملل درآمد. |
| ۱۹۶۴           | ۱۰ اکتبر             | بازی‌های المپیک تابستانی ۱۹۶۴: توکیو برای اولین بار میزبانی بازی‌های المپیک را در قاره آسیا برعهده گرفت. |
| ۱۹۶۷           |                      | جزایر اوگاساوارا به ژاپن بازگردانده شد. |
| ۱۹۶۸           |                      | ژاپن با پیشی گرفتن از آلمان غربی به دومین قدرت اقتصادی در جهان تبدیل شد. |
| ۱۹۶۹           | ۱۸ ژانویه            | تظاهرات دانشجویان علیه جنگ ویتنام و استفاده از پایگاه‌های ایالات متحده آمریکا در خاک ژاپن به اوج خود رسید. تصرف کوتاه مدت دانشگاه توکیو. |
| ۱۹۷۰           |                      | یوکیو میشیما یکی از معروفترین و جنجالی‌ترین نویسندگان ژاپن خودکشی کرد. |
| ۱۹۷۲           |                      | جزیرهٔ اوکیناوا به ژاپن برگردانده شد و ژاپن و چین رابطهٔ سیاسی برقرار کردند. |
| ۱۹۷۴           |                      | نخست‌وزیر ژاپن ایساکو ساتو، به عنوان اولین آسیایی جایزه صلح نوبل را دریافت کرد. |
| ۱۹۹۱           |                      | پایان اقتصاد حبابی ژاپن، دههٔ گمشده. |
| ۱۹۹۱           |                      | مترجم کتاب آیات شیطانی به زبان ژاپنی به قتل رسید. |
| ۱۹۹۵           |                      | در کوبه (شهر) زلزلهٔ شدیدی رخ داد و خسارات مالی و جانی سنگینی بر جای گذاشت. |
| ۱۹۹۵           | ۲۰ مارس              | حادثه حمله با گاز سارین در متروی توکیو |
| ۱۹۹۷           |                      | مالیات‌ها از ۳ درصد به ۵ درصد افزایش یافت. |

## قرن بیست و یکم
| سال  | روز | رویداد |
| ---- | --- | --- |
| ۲۰۱۱ | ۱۱ مارس | زمین‌لرزه و سونامی ۲۰۱۱ توهوکو: وقوع زمین لرزه‌ای با قدرت ۸٫۹ ریشتر باعث ببار آمدن ۲۵ تریلیون دلار خسارت مادی شد. |
| ۲۰۱۱ | ۱۱ مارس | حادثه اتمی فوکوشیما: زمین لرزه و سونامی توهوکو منجر به فاجعهٔ هسته‌ای در استان فوکوشیما شد. |
| ۲۰۰۵ | نوامبر | آژانس کاوش‌های هوافضای ژاپن روی یک سیارک فرود آمد و نمونه‌هایی را به شکل دانه‌های کوچکی از مواد سیارکی که در ۱۳ ژوئن ۲۰۱۰ با سفینه فضایی به زمین بازگردانده شدند. این اولین فضاپیمای تاریخ بود که برای فرود عمدی روی یک سیارک و سپس بلند شدن دوباره طراحی شد. مأموریت هایابوسا اولین مأموریتی بود که نمونه سیارکی را برای تجزیه و تحلیل به زمین بازگرداند. |
| ۲۰۱۱ | مارس | توکیو اسکای‌تری ۶۳۴٫۰ متر (۲٬۰۸۰ فوت) تبدیل به بلندترین برج در جهان. |
| ۲۰۱۱ | ۱۱ مارس | زمین‌لرزه و سونامی ۲۰۱۱ توهوکو و به دنبال آن حادثه اتمی فوکوشیما ۱ |
| ۲۰۱۱ | ژوئیه | پایگاه نیروی دفاع شخصی ژاپن جیبوتی تأسیس شد. |
| ۲۰۱۲ | دسامبر | سیاست آبه نومیک برای رسیدگی به عواقب دهه از دست رفته (ژاپن) و پیری ژاپن. |
| ۲۰۱۸ | ۷ آوریل | ژاپن تیپ استقرار سریع آبی خاکی، اولین واحد دریایی خود از جنگ جهانی دوم را فعال کرد. آنها برای مقابله با مهاجمان از اشغال جزایر ژاپن آموزش دیده‌اند. |
| ۲۰۱۸ | رونق گردشگری در ژاپن به مقیاس بی‌سابقه‌ای رسید و تعداد بازدیدکنندگان سالانه به میلیون‌ها نفر می‌رسد - ۱۹٫۷۳ در سال ۲۰۱۵، ۲۳٫۹۷ در سال ۲۰۱۶، ۲۸٫۶ در سال ۲۰۱۷، و ۳۱٫۱۹ میلیون بازدیدکننده خارجی در سال ۲۰۱۸. | |
| ۲۰۱۹ | ۱ ژانویه ۲۰۱۹ | حمله با خودرو در توکیو ۲۰۱۹ |
| ۲۰۱۹ | ۳۰ آوریل | امپراتور آکی‌هیتو کناره‌گیری کرد. او اولین امپراتور ژاپن بود که از سال ۱۸۱۷ داوطلبانه کناره‌گیری کرد. شاهزاده ناروهیتو به عنوان امپراتور ژاپن جانشین شد. این نشانه شروع دوره ریوا است. |

- ژاپن در سال ۲۰۲۰
- ژاپن در سال ۲۰۲۱
- ژاپن در سال ۲۰۲۲
- ژاپن در سال ۲۰۲۳
- ژاپن در سال ۲۰۲۴